# Oerlikon SSG/36
Il Oerlikon SSG/36 era un fucile anticarro svizzero  da 20 mm fu sviluppato nella seconda metà degli anni trenta del XX secolo, che fu adottato in un piccolo numero dall'Esercito svizzero ed utilizzato nel corso della seconda guerra mondiale.

## Storia
Dopo l'esito parzialmente negativo dei collaudi del fucile controcarro pesante Oerlikon SSG/32, sviluppato a partire dal 1932, la ditta Werkzeugmaschinenfabrik Oerlikon ne sviluppò, a partire dal 1936, una versione più potente utilizzante la nuova cartuccia 20 × 110 mm RB, designata SSG/36 (Schweres Selbtsladen Gewehr 36). 
L'adozione di tale proiettile, che nelle intenzioni del produttore avrebbe dovuto contrastare la crescente corazzatura dei nuovi carri armati che stavano entrando in servizio grazie alla velocità alla volata pari a 750 m/s, portò a utilizzare un nuovo otturatore di maggiori dimensioni e di una nuova molla di recupero più resistente.

## Tecnica
L’Oerlikon SSG 36 è un fucile semiautomatico in configurazione bullpup, servito da due uomini, il tiratore ed il servente. L'arma è camerata per la munizione 20 × 100 mm RB, e in particolare il fucile impiega una Cartoccio granata perforante da 20 capace di perforare 27 mm di corazza a 100 m di distanza, e risultava efficace contro i nuovi tipi di carri leggeri e medi. 
L'azione è a corto rinculo, con l'otturatore vincolato alla canna che dispone di un freno di bocca  per smorzare il potente rinculo ed è rapidamente sostituibile. Il sistema di scatto è a grilletto e l'arma viene imbracciata come un normale fucile. Anteriormente poggia su un robusto bipiede regolabile, mentre posteriormente su un piedino pieghevole incernierato sotto al calcio. L'arma dispone di mire metalliche con alzo regolabile.

### Prestazioni
- distanza: 100 m, impatto a 90°: perforazione di 27 mm di acciaio omogeneo.
- distanza: 300 m, impatto a 90°: perforazione di 23 mm di acciaio omogeneo.
- distanza: 500 m, impatto a 90°: perforazione di 19 mm di acciaio omogeneo.

## Impiego operativo
Il nuovo modello SSG/36 fu adottato e utilizzato dall’Esercito svizzero in un numero limitato di esemplari durante il corso della seconda guerra mondiale.

## Paesi utilizzatori
Svizzera
- Esercito svizzero

### Periodici
- Ivo Jacini, I fucili anticarro, in Storia & Battaglie, n. 158, Vicchio, Luca Poggiali Editore, dicembre 2016,  pp. 23-34.